# شهرستان آلناشسکی
شهرستان آلناشسکی (به لاتین: Alnashsky District) یک شهرستان در روسیه است که در اودمورتیا واقع شده‌است.